# Estação Baquedano
A Estação Dignidade é uma das estações do Metrô de Santiago, situada em Santiago, entre a Estação Universidad Católica, a Estação Salvador, a Estação Bellas Artes e a Estação Parque Bustamante. Faz parte da Linha 1 e da Linha 5.
Foi inaugurada em 31 de março de 1977. A plataforma da Linha 1 localiza-se no cruzamento da Alameda com a Avenida Vicuña Mackenna. Já a plataforma da Linha 5 localiza-se no cruzamento da Avenida Providencia com a Avenida General Bustamante. Atende as comunas de Providencia e Santiago.
Espera-se que até 2028 esta estação seja uma futura combinação com a Linha 7.

## Localização
A estação recebeu esse nome por estar situada sob a Praça Baquedano, um dos principais pontos de referência da cidade. A praça possui esse nome por ter um monumento em homenagem ao general Manuel Baquedano, comandante chefe do exército chileno durante a Guerra do Pacífico.
Em suas imediações também se localiza os edifícios do Teatro e da Faculdade de Direito da Universidade do Chile, além da Torre Telefónica Chile.